# 蕭開甲
蕭開甲，直隶乐亭县人，清朝政治人物、進士出身。
光绪二十四年戊戌科（1895年），登進士。同年五月，以主事分部学习，后授户部改任吏部主事。后任川滇科科长，军饷司司长。诰封朝议大夫。